# 表象文化論
表象文化論（ひょうしょうぶんかろん、 Studies of Culture and Representation）とは、「表象」（英: Representation、仏: Représentation）として現れる文化事象を、分析し、考察する学際的な学問の一分野である。日本においては東京大学が1987年に教養学部教養学科に表象文化論分科を設置したのが始まりである。比較的新しい学問領域である。

## 概要
「表象」representationという語は、人間が世界をイメージし、その行為を通じて表現されたものを指す。「表象」に関する詳細はそちらの記事を参照されたい。代表的な例としては、視覚に表現される絵画や写真、あるいは視覚のほか聴覚や時間の感覚にも関わる映画、あるいは触覚や立体的な空間認識が関わる彫刻、あるいは文字という別の媒体を通してイメージに接続する文学（文字表現）、さらには内部に入り込むことで全ての感覚に関わる建築など、人間のつくり出す様々なものが関わっている。「表象文化論」の研究においては、「表象」という観点から、人間への理解を深めるものである。

表象文化論学会においては、次のように説明される。

## 参考
- 東京大学表象文化論研究室「表象文化論とは」
- 表象文化論学会「表象文化論学会について」